# Step Karszyński
Step Karszyński (uzb.: Qarshi cho'li) – falista równina w południowym Uzbekistanie, w dorzeczu Kaszka-darii (Qashqadaryo), między Górami Zarafszańskimi, Górami Hisarskimi i pustynią Sandykly (Sundukli). Wznosi się od 200 m n.p.m. w części zachodniej do 500 m n.p.m. w części wschodniej. Klimat jest suchy, roczna suma opadów wynosi tu w granicach 200-400 mm. Równina pokryta pustynną roślinnością efemeryczną, bylicami oraz solankami. Część gruntów wykorzystana do uprawy zboża i bawełny. We wschodniej części Stepu Karszyńskiego leży miasto Karszy.